# Архангельська духовна семінарія
Архангельська духовна семінарія — середній духовний навчальний заклад Відомства православного сповідання Російської імперії, що існував в 1723-1920 роки.

## Історія
Заснована в 1723 році в Холмогорах архієпископом Варнавою Волостківським згідно з указами 1722, 1723 років і Духовного регламенту. Утримувалася духовна школа на кошти архієрейського дому.
Спочатку (до 1730 року) іменувалася «Славено-російською школою». Заснував школу опальний архімандрит Гедеон, якого Петро I звелів заслати в Соловецький монастир. Але в Архангельську освіченість опального архімандрита була використана в інтересах місцевої духовної просвіти. Гедеон був призначений «ректором шкіл Архангелогородських», а з 1715 року і ректором заснованої ним «Славено-російської школи».
У 1730 році введено викладання латини; школа отримала назву «Слов'яно-латинської» в ранзі семінарії.
При єпископі Аароні (1735-1738) латинська школа була тимчасово закрита. У 1747 році введено класи риторики і логіки.
У 1762 році у зв'язку з реформою духовних навчальних закладів Слов'яно-латинська школа в Холмогорах офіційно отримала статус семінарії. Стали призначатися ректори. З 1764 року семінарія знаходилася на казенному окладі.
У серпні 1771 року семінарія була переведена в Архангельськ. У 1780 році введено повний курс (богослов'я і філософія, грецька та європейські мови). Тоді ж введено викладання корельської і зирянської мов.
Семінарія кілька разів змінювала приміщення поки в 1811 році за розпорядженням єпископа Парфенія Петрова не було розпочато будівництво Архангельської Духовної семінарії на березі Північної Двіни, між вул. Архієрейською і монастирською, куди семінарія переїхала 26 вересня 1812 року.
Нову будівлю семінарії було побудовано в 1908-1910 роках за проектом архітектора Василя Андросова.
При семінарії знаходилася бібліотека з багатим зібранням рукописних пам'яток XVI — XVII ст.
У березні 1920 року семінарія була закрита більшовиками.

## Ректори
- Гавриїл Огінський (1762 —)
- Парфеній (Петров) (22 квітня 1778—1790)
- Аполлос Терешкевич (1790 —)
- Неофіт (Соснін) (1826—1830)
- Августин (Полонський) (1831—1836)
- Веніамін (Павлов) (10 березня 1861 — 3 серпня 1866)
- Донат (Бабинський-Соколов) (12 серпня 1866—1879)
- Олександр Юхимович Орлов (17 квітня 1887 — ще 1916)